# Gánh xiếc Humberto
Gánh xiếc Humberto (tiếng Séc: Cirkus Humberto) là một cuốn tiểu thuyết phiêu lưu của nhà văn Eduard Bass, ra đời năm 1941.

## Chuyển thể
- Gánh xiếc Humberto (phim truyền hình, 1988)